# 1000 km Brands Hatcha 1988
1000 km Brands Hatcha 1988 je bila sedma dirka Svetovnega prvenstva športnih dirkalnikov v sezoni 1988. Odvijala se je 24. julija 1988 na dirkališču Brands Hatch.

## Rezultati
| Poz    | Razred | Št  | Moštvo                         | Dirkači                                              | Šasija                             | Gume | Krogi |
| Poz    | Razred | Št  | Moštvo                         | Dirkači                                              | Motor                              | Gume | Krogi |
| ------ | ------ | --- | ------------------------------ | ---------------------------------------------------- | ---------------------------------- | ---- | ----- |
| 1      | C1     | 1   | Silk Cut Jaguar                | Martin Brundle Andy Wallace John Nielsen             | Jaguar XJR-9                       | D    | 240   |
| 1      | C1     | 1   | Silk Cut Jaguar                | Martin Brundle Andy Wallace John Nielsen             | Jaguar 7.0L V12                    | D    | 240   |
| 2      | C1     | 7   | Blaupunkt Joest Racing         | Klaus Ludwig Bob Wollek                              | Porsche 962C                       | G    | 239   |
| 2      | C1     | 7   | Blaupunkt Joest Racing         | Klaus Ludwig Bob Wollek                              | Porsche Type-935 3.0L Turbo Flat-6 | G    | 239   |
| 3      | C1     | 61  | Team Sauber Mercedes           | Jean-Louis Schlesser Mauro Baldi                     | Sauber C9                          | M    | 235   |
| 3      | C1     | 61  | Team Sauber Mercedes           | Jean-Louis Schlesser Mauro Baldi                     | Mercedes-Benz M117 5.0L Turbo V8   | M    | 235   |
| 4      | C2     | 111 | BP Spice Engineering           | Ray Bellm Gordon Spice                               | Spice SE88C                        | G    | 224   |
| 4      | C2     | 111 | BP Spice Engineering           | Ray Bellm Gordon Spice                               | Ford Cosworth DFL 3.3L V8          | G    | 224   |
| 5      | C2     | 103 | BP Spice Engineering           | Almo Coppelli Thorkild Thyrring                      | Spice SE88C                        | G    | 224   |
| 5      | C2     | 103 | BP Spice Engineering           | Almo Coppelli Thorkild Thyrring                      | Ford Cosworth DFL 3.3L V8          | G    | 224   |
| 6      | C2     | 121 | GP Motorsport                  | Wayne Taylor Costas Los                              | Spice SE87C                        | G    | 219   |
| 6      | C2     | 121 | GP Motorsport                  | Wayne Taylor Costas Los                              | Ford Cosworth DFL 3.3L V8          | G    | 219   |
| 7      | C1     | 40  | Swiss Team Salamin             | Antoine Salamin Jean-Denis Délétraz Giovanni Lavaggi | Porsche 962C                       | G    | 217   |
| 7      | C1     | 40  | Swiss Team Salamin             | Antoine Salamin Jean-Denis Délétraz Giovanni Lavaggi | Porsche Type-935 3.0L Turbo Flat-6 | G    | 217   |
| 8      | C2     | 107 | Chamberlain Engineering        | Claude Ballot-Léna Jean-Louis Ricci                  | Spice SE88C                        | A    | 211   |
| 8      | C2     | 107 | Chamberlain Engineering        | Claude Ballot-Léna Jean-Louis Ricci                  | Ford Cosworth DFL 3.3L V8          | A    | 211   |
| 9      | C2     | 109 | Kelmar Racing                  | Ranieri Randaccio Vito Veninata Maurizio Gellini     | Tiga GC288                         | A    | 206   |
| 9      | C2     | 109 | Kelmar Racing                  | Ranieri Randaccio Vito Veninata Maurizio Gellini     | Ford Cosworth DFL 3.3L V8          | A    | 206   |
| 10     | C2     | 117 | Team Lucky Strike Schanche     | Martin Schanche Will Hoy                             | Argo JM19C                         | G    | 205   |
| 10     | C2     | 117 | Team Lucky Strike Schanche     | Martin Schanche Will Hoy                             | Ford Cosworth DFL 3.3L V8          | G    | 205   |
| 11     | C2     | 191 | PC Automotive                  | Richard Piper Olindo Iacobelli                       | Argo JM19C                         | G    | 192   |
| 11     | C2     | 191 | PC Automotive                  | Richard Piper Olindo Iacobelli                       | Ford Cosworth DFL 3.3L V8          | G    | 192   |
| 12     | C2     | 123 | Charles Ivey Racing Team Istel | Chris Hodgetts Robin Donovan Tim Harvey              | Tiga GC287                         | D    | 180   |
| 12     | C2     | 123 | Charles Ivey Racing Team Istel | Chris Hodgetts Robin Donovan Tim Harvey              | Porsche Type-935 2.8L Turbo Flat-6 | D    | 180   |
| 13 NC  | C2     | 198 | Roy Baker Racing               | John Bartlett Max Cohen-Olivar Stephen Hynes         | Tiga GC286                         | G    | 140   |
| 13 NC  | C2     | 198 | Roy Baker Racing               | John Bartlett Max Cohen-Olivar Stephen Hynes         | Ford Cosworth DFL 3.3L V8          | G    | 140   |
| 14 DNF | C1     | 2   | Silk Cut Jaguar                | Jan Lammers Johnny Dumfries                          | Jaguar XJR-9                       | D    | 212   |
| 14 DNF | C1     | 2   | Silk Cut Jaguar                | Jan Lammers Johnny Dumfries                          | Jaguar 7.0L V12                    | D    | 212   |
| 16 DNF | C1     | 8   | Joest Racing                   | Frank Jelinski »John Winter«                         | Porsche 962C                       | G    | 131   |
| 16 DNF | C1     | 8   | Joest Racing                   | Frank Jelinski »John Winter«                         | Porsche Type-935 3.0L Turbo Flat-6 | G    | 131   |
| 17 DNF | C2     | 115 | ADA Engineering                | John Sheldon Tim Lee-Davey "Pierre Chauvet"          | ADA 03                             | G    | 123   |
| 17 DNF | C2     | 115 | ADA Engineering                | John Sheldon Tim Lee-Davey "Pierre Chauvet"          | Ford Cosworth DFL 3.3L V8          | G    | 123   |
| 18 DNF | C2     | 125 | Patrick Oudet Verit Racing     | Jean-Claude Ferrarin Dominique Lacaud                | Tiga GC85                          | A    | 122   |
| 18 DNF | C2     | 125 | Patrick Oudet Verit Racing     | Jean-Claude Ferrarin Dominique Lacaud                | Ford Cosworth DFL 3.3L V8          | A    | 122   |
| 19 DNF | C1     | 42  | Noël del Bello Racing          | Hervé Regout Noël del Bello Bernard Santal           | Sauber C8                          | G    | 104   |
| 19 DNF | C1     | 42  | Noël del Bello Racing          | Hervé Regout Noël del Bello Bernard Santal           | Mercedes-Benz M117 5.0L Turbo V8   | G    | 104   |
| 20 DNF | C2     | 112 | FAI Automotive                 | Sean Walker Paul Stott Ian Flux                      | Tiga GC287                         | G    | 89    |
| 20 DNF | C2     | 112 | FAI Automotive                 | Sean Walker Paul Stott Ian Flux                      | Ford Cosworth DFL 3.3L V8          | G    | 89    |
| 21 DNF | C2     | 127 | Chamberlain Engineering        | Martin Birrane Nick Adams                            | Spice SE86C                        | A    | 42    |
| 21 DNF | C2     | 127 | Chamberlain Engineering        | Martin Birrane Nick Adams                            | Hart 418T 1.8L Turbo I4            | A    | 42    |
| 22 DNF | C1     | 3   | Silk Cut Jaguar                | John Watson Davy Jones                               | Jaguar XJR-9                       | D    | 39    |
| 22 DNF | C1     | 3   | Silk Cut Jaguar                | John Watson Davy Jones                               | Jaguar 7.0L V12                    | D    | 39    |
| 23 DNF | C2     | 177 | Automobiles Louis Descartes    | Gérard Tremblay Michel Lateste Del Bennet            | ALD C2                             | A    | 25    |
| 23 DNF | C2     | 177 | Automobiles Louis Descartes    | Gérard Tremblay Michel Lateste Del Bennet            | BMW M80 3.5L I6                    | A    | 25    |
| 24 DNF | C1     | 62  | Team Sauber Mercedes           | Jean-Louis Schlesser Jochen Mass                     | Sauber C9                          | M    | 7     |
| 24 DNF | C1     | 62  | Team Sauber Mercedes           | Jean-Louis Schlesser Jochen Mass                     | Mercedes-Benz M117 5.0L Turbo V8   | M    | 7     |

## Statistika
- Najboljši štartni položaj - #61 Team Sauber Mercedes - 1:14.170
- Najhitrejši krog - #61 Team Sauber Mercedes - 1:15.820
- Povprečna hitrost - 180.747 km/h